# Tifón Hagupit (2014)
El tifón Hagupit, conocido como: tifón Ruby en Filipinas (designación internacional:1422, designación JTWC:22W), fue el más intenso de 2014, empatado con el tifón Vongfong en términos de velocidad de vientos. El Hagupit impactó particularmente a las Filipinas a inicios de diciembre cuando se encontraba debilitándose gradualmente, matando a 18 personas y causando daños estimados de USD $114 millones en el país. Antes de tocar tierra, el Hagupit fue considerado como la peor amenaza a Filipinas en 2014; afortunadamente, el desastre fue significativamente menor que el tifón Haiyan causara el año anterior.  El nombre Hagupit fue aportado por Filipinas y significa azotar o latigazo.
El Hagupit se convirtió en la vigésimo segunda tormenta tropical de la temporada anual de tifones el 1 de diciembre y luego se convirtió en el decimoprimer tifón al día siguiente. Bajo condiciones favorables, el tifón entró en la fase de rápida intensificación y alcanzó su pico de intensidad al noroeste de Palaos el 4 de diciembre, con un ojo muy claro. El Hagupit se debilitó ligeramente pero se reintensificó el 5 de diciembre, aunque nuevamente se debilitó, debido a una subsidencia atmosférica asociada con una vaguada de magnitud elevada. El tifón tocó tierra sobre Sámar Oriental, Filipinas el 6 de diciembre y luego tocó tierra tres veces más sobre el país.
Debido a su interacción con tierra y el lento desplazamiento, el Hagupit se degradó a tormenta tropical el 8 de diciembre. Cuando llegó al mar de la China Meridional el 9 de diciembre, la convección profunda de la tormenta disminuyó significativamente; sin embargo, el Hagupit brevemente se convirtió a tormenta tropical severa el 10 de diciembre.  El sistema no pudo con el ambiente hostil, por lo que se degradó a depresión tropical, antes de eventualmente disiparse al sureste de la Ciudad Ho Chi Minh, Vietnam el 12 de diciembre.

## Historia Meteorológica

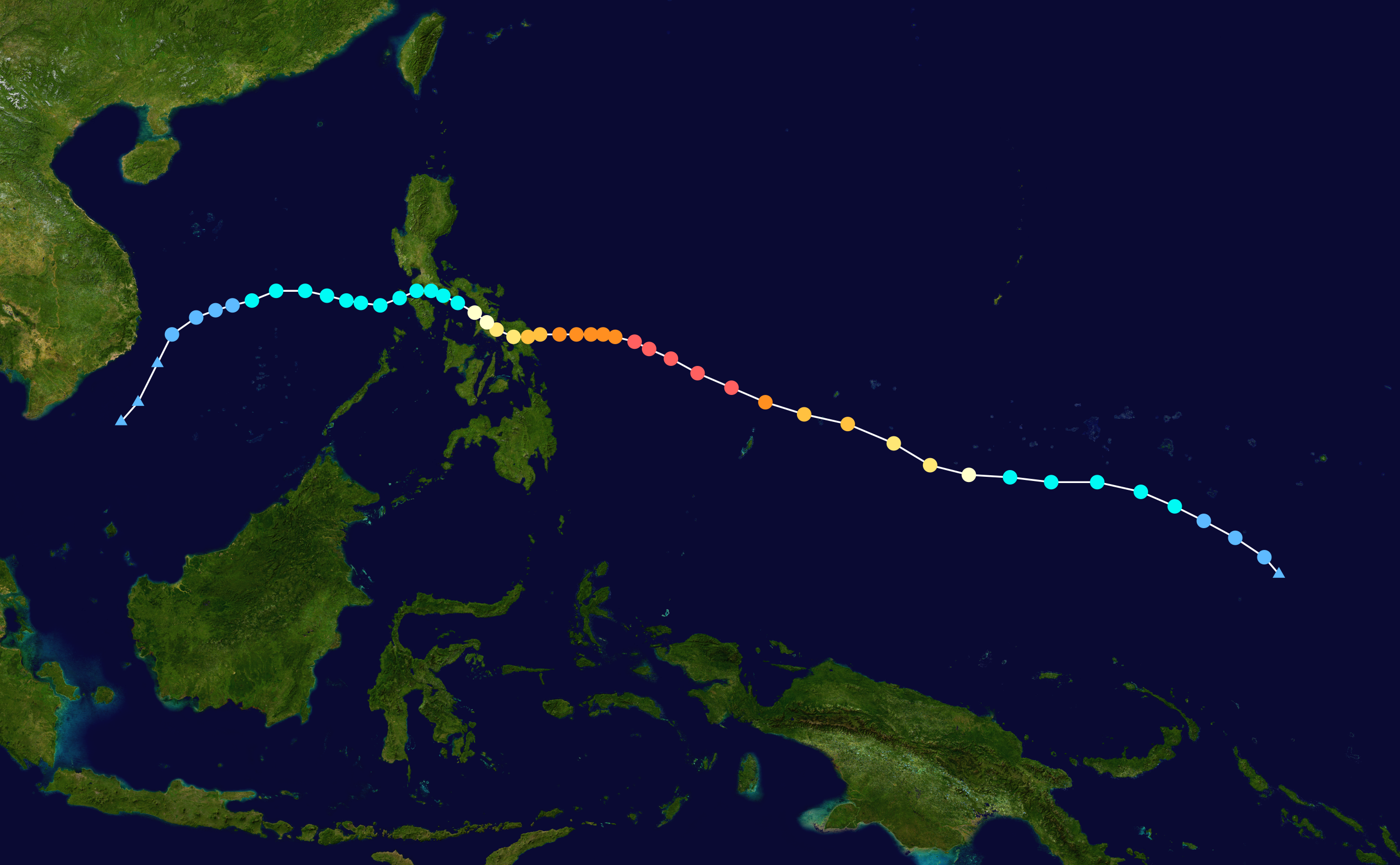
Trayectoria del supertifón Hagupit, según la escala de huracanes de Saffir-Simpson.

Una perturbación tropical se formó a 130 kilómetros al norte del ecuador y a 530 kilómetros al sursudoeste de Kosrae en la tarde del 29 de noviembre. El Centro Conjunto de Advertencia de Tifones (JTWC) emitió una Alerta de Formación de Ciclón Tropical (TCFA) al día siguiente mientras el sistema se consolidaba bajo condiciones sumamente favorables. A inicios del 1 de diciembre, la Agencia Meteorológica de Japón (JMA) lo promovió a la categoría de depresión tropical así como la JTWC y lo denominó: 22W o Veintidós-W. Solo seis horas después, la JMA lo promovió a tormenta tropical y lo nombró: Hagupit, así como la JTWC, observando una consolidación de su centro de circulación de magnitud baja (LLCC) y sus bandas nubosas acopladas a ésta. Con una cizalladura de viento débil y un excelente frente de ráfaga, el Hagupit se consolidó adicionalmente el 2 de diciembre, así que fue promovido a tormenta tropical severa por la JMA y a tifón por la JTWC en la tarde. A finales de aquel día, la JMA lo promovió a tifón cuando inició a desplazarse en dirección oeste-noroeste a lo largo de la periferia sur de la cresta subtropical.
Encontrándose en condiciones favorables, el Hagupit entró en la fase de rápida intensificación el 3 de diciembre, mientras la JTWC lo promovía a supertifón cuando el sistema formó un evidente ojo. La PAGASA nombró al tifón como: Ruby cuando entró al Área de Responsabilidad Filipina a inicios del 4 de diciembre. Simultáneamente, la estructura del Hagupit presentó bandas espirales convectivas profundas y muy acopladas a su ojo muy claro de 35 kilómetros de diámetro, el cual se registraron vientos máximos sostenidos en un minuto de 285 km/h (155 nudos, 180 mph), equivalente a la categoría cinco en la escala de huracanes de Saffir-Simpson. Al mismo tiempo, la JTWC también pronósticaba que el Hagupit podría alcanzar la intensidad del tifón Haiyan, pero esto no sucedió. A las 06:00 UTC, la JMA afirmó que el Hagupit había alcanzado su máximo pico de intensidad, con vientos máximos sostenidos en 10 minutos de 215 km/h (115 nudos, 130 mph) y una presión barométrica de 905 hPa (26,72 inHg). Sin embargo, debido a la cizalladura de viento moderada al este, el sistema inició un ciclo de reemplazamiento de pared de ojo y su estructura se hizo más asimétrica, cuando la constitución de su convección profunda fue desplazada al semicírculo oeste.

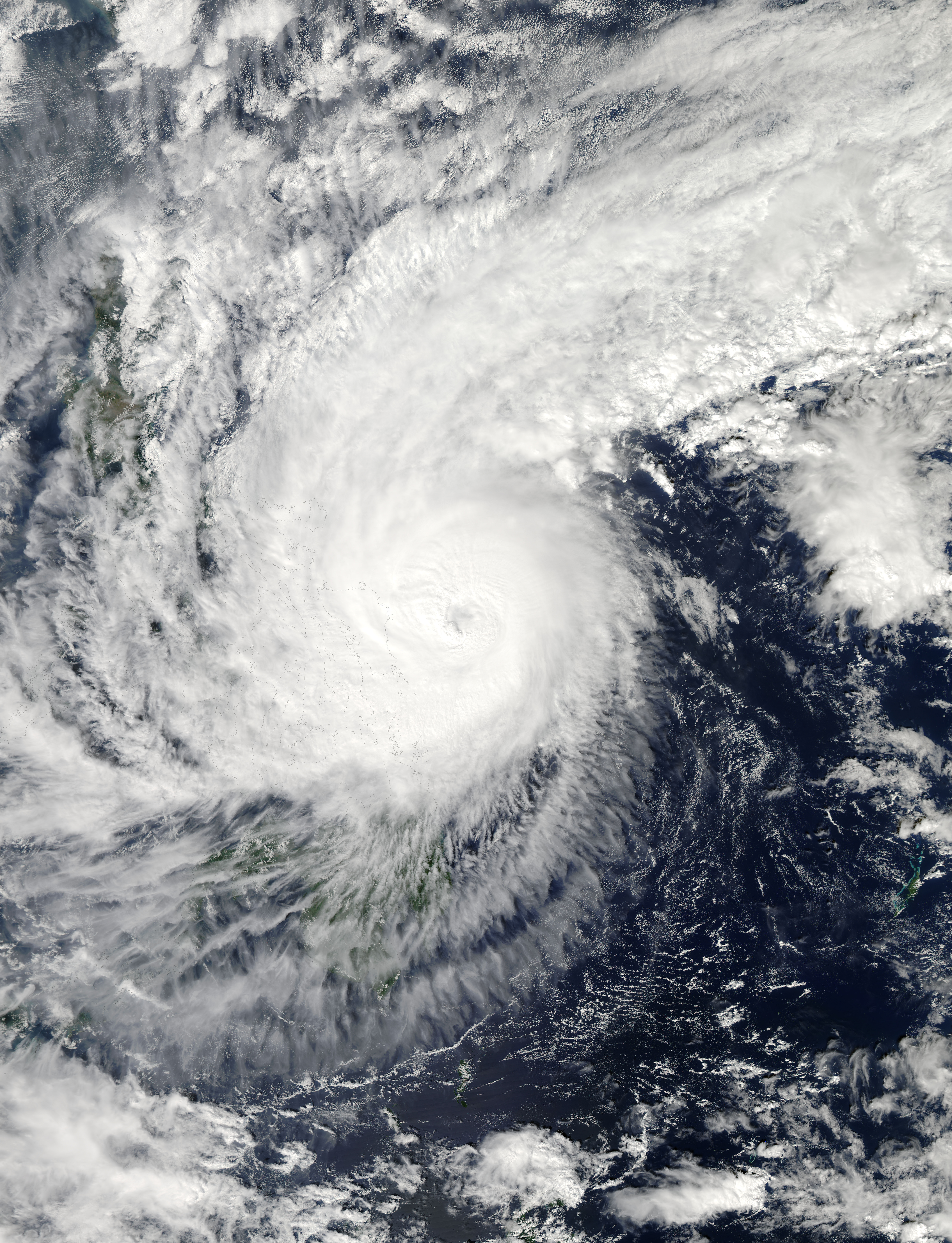
Imagen satelital del tifón Hagupit acercándose a Filipinas el 6 de diciembre.

Mientras el Hagupit disminuía su velocidad de desplazamiento y se debilitaba paulatinamente, el ojo inició a cubrirse de nubosidad a partir del 5 de diciembre y ya el tifón no era considerado de categoría cinco en la escala de Saffir-Simpson. Debido a un robusto canal de frente de ráfaga de los polos hacia los vientos occidentales al norte, el ojo se notó nítido y rodeado de un anillo simétrico de intensa convección, después que la JMA pronosticara que el sistema se intensificaría un poco más. Por otra parte, una ligera pausa en el transporte y un flujo local a lo largo de la periferia sur de una vaguada de latitud media inhibieron la influencia dinámica del Hagupit, provocando su desplazamiento muy lentamente al oeste. El frente de ráfaga en el cuadrante sureste fue obstaculizado debido a una subsidencia atmosférica asociada a una vaguada de magnitud alta, resultando en un ojo nuevamente cubierto de nubosidad. Así, el Hagupit se debilitó aún más, mientras la JTWC lo degradó a tifón a inicios del 6 de diciembre. A las 13:15 UTC, el tifón Hagupit tocó tierra sobre la ciudad de Dolores, Sámar Oriental, cuando sus vientos máximos sostenidos en 10 minutos fueron medidos en 175 km/h (95 nudos, 110 nudos). Aproximadamente 36 horas después, el sistema hizo su segundo contacto con tierra sobre Cataingan, Masbate y giró al oeste-noroeste.
Debido a su interacción con tierra y su lento desplazamieto, la JMA degradó al Hagupit a tormenta tropical severa el 7 de diciembre a las 21:00 UTC. También, la JTWC lo degradó a tormenta tropical a inicios del 8 de diciembre, justo antes que su estructura fragmentada hiciese su tercer contacto con tierra sobre Torrijos, Marinduque. Luego de su cuarto contacto con tierra sobre San Juan, Batangas a las 09:45 UTC, la JMA degradó al Hagupit a tormenta tropical. El 9 de diciembre, la convección profunda sobre su centro de circulación de magnitud baja se debilitó significativamente cuando el Hagupit entró al mar de la China Meridional y giró en dirección oeste, aunque el canal de frente de ráfaga polar tocando a los vientos occidentales de latitud media ayudaron al sistema a mantener la intensidad mínima de tormenta tropical. Después de esto y debido a las condiciones marginalmente favorables, la convección profunda sobre su centro de circulación parcialmente expuesto incrementó nuevamente. La JMA nuevamente lo promovió nuevamente a tormenta tropical severa el 10 de diciembre, bajo la influencia moderada de una cizalladura vertical de viento compensada con un frente de ráfaga polar hacia un fuerte flujo de vientos occidentales al norte. Sin embargo, la JMA lo degradó nuevemante a tormenta tropical en la tarde, cuando un área rasgada de convección profunda inició a ser cizallada al este del centro de circulación parcialmente expuesto.
El 11 de diciembre y a pesar de un frente de ráfaga polar, el Hagupit no fue capaz de enfrentar a la subsidencia de magnitud alta en el cuadrante sureste y a la cizalladura de viento, por lo que los vientos nororientales de magnitud baja se desfasaron con la subsidencia. Consecuentemente, la JMA lo degradó a depresión tropical en la tarde, así como la JTWC. Cuando el centro de circulación se expuso de la convección profunda y desapareció a inicios del 12 de diciembre, la JTWC emitió su aviso final. Eventualmente, el Hagupit se disipó al sureste de la ciudad Ho Chi Minh, Vietnam cerca del mediodía.

## Preparaciones

### Filipinas

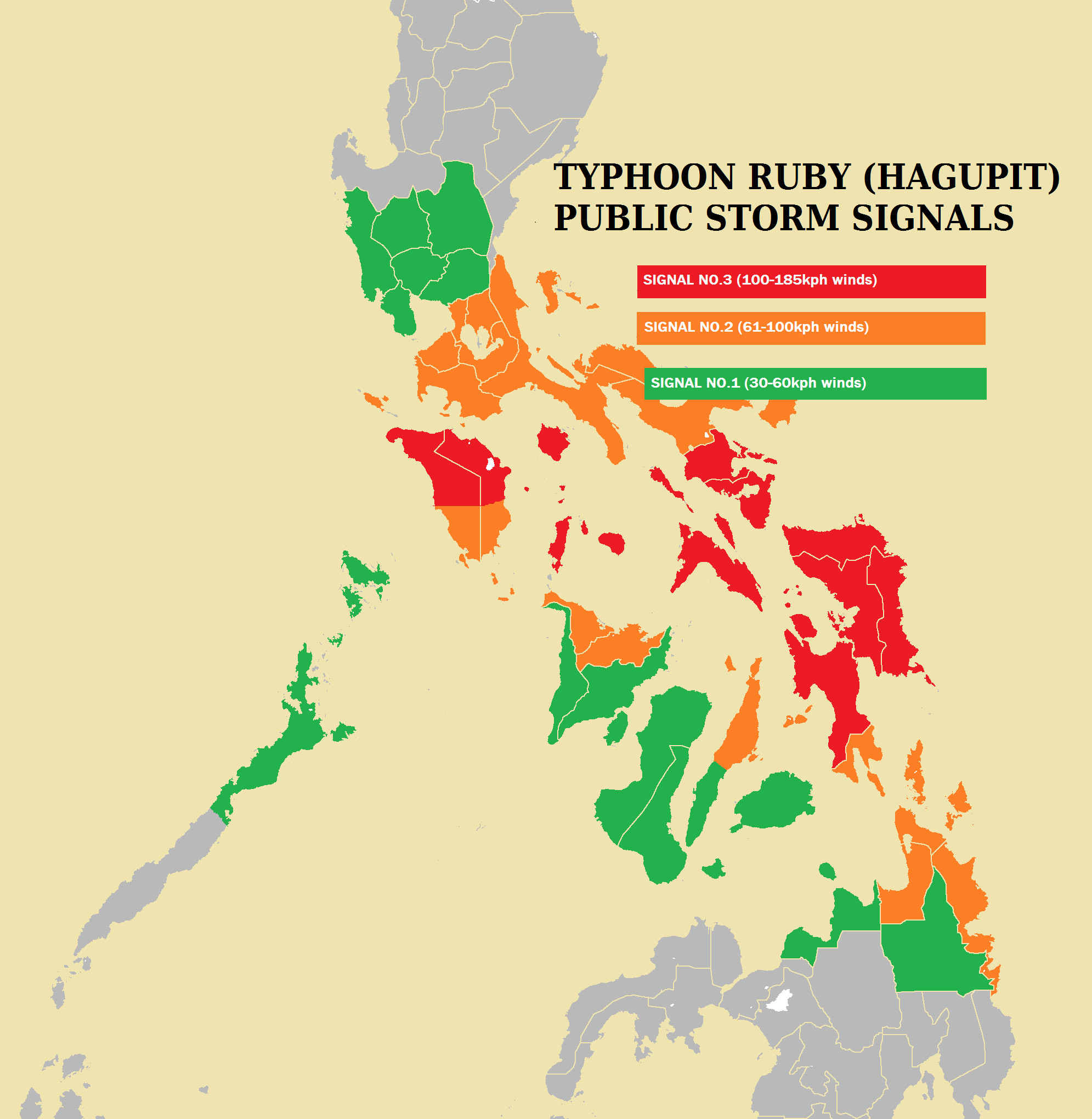
Mapa que muestra el nivel de alertas PSWS en las Filipinas durante el paso del tifón.

El tifón, localmente nombrado como Ruby, entró al Área de Responsabilidad Filipina a finales del 3 de diciembre, al mismo tiempo que fue promovido a supertifón de categoría cinco. Con esto, la National Disaster Risk Reduction and Management Council (NDRRMC) reportó la suspensión de clases en las provincias de Sámar, Bilirán y Tacloban durante el 4 y 5 de diciembre. El 5 de diciembre, la NDRRMC emitió Signal Warnings #1 y #2 de las partes sur de Luzón y el norte de Mindanao. Se advirtieron de marejadas ciclónicas y vientos de fuerza galerna sobre las costas orientales del país. El Departamento de Salud filipino estuvo bajo alerta de Código Rojo en los hospitales estatales en regiones esperadas a ser impactadas por el tifón iniciando el 6 de diciembre. Al mismo tiempo, la PAGASA emitió alertas Signal #3 sobre Sámar y esta organización esperaba marejadas ciclónicas mayores a 4 metros de altura. Los residentes de al menos 42 localidades de Bicolandia y Bisayas debían haber tomado las medidas de precauciones para enfrentar los posibles efectos de la marejada provocada por el tifón. A las 7:30 a. m. (23:30 UTC del día anterior), el equipo del Project NOAH afirmó que tres de los 42 estuvieron bajo Storm Surge Advisory (SSA) 3, 11 de los cuales estuvieron bajo SSA 2 y el resto bajo SSA 1. El SSA 3 se define como la advertencia de marejadas ciclónicas que superan los 4 metros sobre el nivel del mar, SSA 2 involucra 3 metros y SSA 1 involucra 2 metros. También se reportó el cierre de escuelas y negocios del 5 al 6 de diciembre en lugares de Bisayas y el sur de Luzón.
Debido al lento desplazamiento del tifón, las preparaciones se reforzaron en las áreas antes mencionadas. La PAGASA y la NDRRMC advirtieron que las clases y negocios fueron suspendidos nuevamente del 8 al 9 de diciembre en las regiones III o Luzón Central, IV-A o Calabarzón, IV-B o Mimaropa y NCR o Metro Manila. A inicios del 8 de diciembre, la PAGASA emitió un Signal #2 sobre Metro Manila y luego, fue puesto en alerta roja debido a la cercanía del tifón. El 8 de diciembre, la NDRRMC reportó que otras regiones como la I o Ilocos, V o Bicol, VII o Bisayas Centrales y XIII o Caraga no tuvieron clases entre el 8 y 9 de diciembre.

## Impacto

### Filipinas
El Hagupit, debilitado a tifón de categoría tres, hizo su primer contacto con tierra en Dolores, Sámar Oriental el 6 de diciembre. Debido a su lento desplazamiento, se mantuvo la alerta Signal Warning #3 en la mayoría de las partes de Bisayas. Se reportaron marejadas ciclónicas en Calauag, provincia de Quezón, justo después de hacer su segundo contacto sobre Cataingan, provincia de Masbate. En el cuadro se muestran los daños materiales y pérdidas humanas provocadas por el tifón. Similar a la tormenta tropical Fung-wong en septiembre, se reportó lluvias torrenciales que amenazaron, con deslaves, a la población cercana al monte Mayón, por lo que fue evacuada. Pasado el peligro, los pobladores pudieron regresar a sus hogares.

## Retiro de su nombre
El nombre Ruby fue el reemplazo del ahora retirado Reming en 2006. Pero a pesar de ser usado por primera vez y debido a que el tifón causó daños mayores a 1 mil millón de pesos filipinos, la PAGASA anunció que el nombre será retirado de su lista para nombrar a ciclones tropicales. Fue reemplazado por Rosita